# Édit de Rivoli
L'édit de Rivoli est un édit écrit en français et signé le 22 septembre 1561 à Rivoli par Emmanuel-Philibert Ier, dit Tête de fer, duc de Savoie et prince de Piémont, relatif à l'usage de la langue dans les domaines de la maison de Savoie.

## Objet
L'usage du latin est remplacé dans la rédaction des actes publics par le français dans les domaines à l'ouest des Alpes (Savoie) et dans la Vallée d'Aoste et par l'italien dans les domaines à l'est (Piémont) et au sud (comté de Nice) des Alpes,.

## Extrait
« Ayant toujours et de tout tems esté la langue françoise en nostre pais et duché d’Aoste plus commune et generale que point d’aultre et ayant le peuple et sujects dudict pais adverti et accoustumé de parler ladicte langue plus aisement que tout aultre..à cette cause avons voulu par ces présentes dire et déclarer, disons et declarons nostre vouloir estre resolument que audict pais et duché d’Aouste nulle personne quelle qu’elle soit ait à user tant ès procedures et actes de justice que à tout contracts, instruments enquestes et aultres semblables choses, d’aultre langue que françoise à peine de nullité desdicts contracts et procedures... » 